# HT22
HT22细胞是一种来自于小鼠海马体的神经元细胞系，由HT4细胞衍生而来，常用于构建体外神经元损伤模型，如谷氨酸诱导模型，过氧化氢诱导模型等。

## 外部連結
- Cellosaurus entry for HT22 （页面存档备份，存于）